# Парламентарни избори у Србији 1864.
Вршени су избори за Велико−Госпојинску скупштину 8. августа 1864. год. Скупштина се састала 17. августа 1864. год. и бројала је 117 посланика.

## Изабрани за посланике
- У окружју алексиначком:
  - За варош Алексинац:
    - Милисав Трифунац, трговац

  - За срез алексиначко−ражински:
    - Маринко Живковић, трговац
    - Дена Трифунац, трговац

  - За срез бугар−моравски:
    - г. Миладин Мартиновић, свештеник

  - За срез бањски:
    - Видоје Јовановић, земљоделац
- У окружју београдском:
  - За варош Београд:
    - Тома Андрејевић, трговац
    - Живко Карабиберовић, трговац

  - За срез космајски:
    - Радивоје Павловић, земљоделац

  - За срез посавски:
    - г. Илија Димитријевић, свештеник

  - За срез врачарски:
    - Груица Марковић, кмет

  - За срез колубарски:
    - г. Глигорије Герасимовић, свештеник

  - За срез грочански:
- У окружју ваљевском:
  - За варош Ваљево:
    - Живко Тадић, трговац

  - За срез посавски:

  - За срез подгорски:

  - За срез тамнавски:

  - За срез колубарски:
- У окружју крушевачком:
  - За варош Крушевац:

  - За срезове...
- У окружју крагујевачком:
  - За варош Крагујевац:

  - За срезове...
- У окружју књажевачком:
  - За варош Књажевац:

  - За срезове...
- У окружју крајинском:
  - За варош Неготин:

  - За срезове...
- У окружју пожаревачком:
  - За варош Пожаревац:

  - За срезове...
- У окружју подринском:
  - За варош Лозницу:

  - За срезове...
- У окружју рудничком:
  - У вароши Гор. Милановцу:

  - За срезове...
- У окружју смедеревском:
  - За варош Смедерево:

  - За срезове...
- У окружју ужичком:
  - За варош Ужице:

  - За срезове...
- У окружју црноречком:
  - За варош Зајечар:

  - За срезове...
- У окружју чачанском:
  - За варош Чачак:

  - За срезове...
- У окружју шабачком:
  - За варош Шабац:

  - За срезове...
- У окружју јагодинском:
  - За варош Јагодину:

  - За срезове...
- У окружју ћупријском:
  - За варош Ћуприју:
    - Станоје Пеливановић пред. прим. суда.

  - За срез параћински:
    - Алекса Петковић, трговац
    - Љубисав Радуловић, кмет

  - За срез ресавски:
    - Димитрије Јовановић, трговац
    - Милован Николић, земљоделац и
    - Марјан Милосављевић, земљоделац.[2]